# Mezquita Nagina
La Mezquita Nagina (de la palabra persa negin "joya")  es una antigua mezquita, ahora sitio de patrimonio cultural, en Champaner, Guyarat, India. Fue construida en tiempos de Mahmud Begada en el siglo XV. Tiene alminares, cúpulas esféricas, y escaleras estrechas. Es un Monumento de Importancia Nacional, y con otras estructuras forma parte del sitio Parque Arqueológico de Champaner-Pavagadh, catalogado por UNESCO como Patrimonio de la Humanidad, siendo uno de los 114 monumentos del parque listados por Baroda Heritage Trust.

## Historia
La mezquita fue construida en Champaner en tiempos de Mahmud Begada, como también lo fueron otras mezquitas dentro del Parque Arqueológico de Champaner-Pavagadh, como las mezquitas Bawaman, Jama, Kevada, Lila Gumbaj Ki, Ek Minar, Khajuri, y Shahar Ki.

## Geografía
La mezquita está aproximadamente 1.21 km al sur de la ciudadela, y 550 m al norte del Bhadr. La Masjid Kajuri se encuentra al occidente de la Mezquita Nagina y la Kevada está al nornoroeste. Una laguna pequeña se encuentra bastante alejada hacia el norte. Después de que James Burgess y Henry Cousens describieran las mezquitas Nagina, Kevada, y Jama en sus escritos, se construyeron vías de acceso.

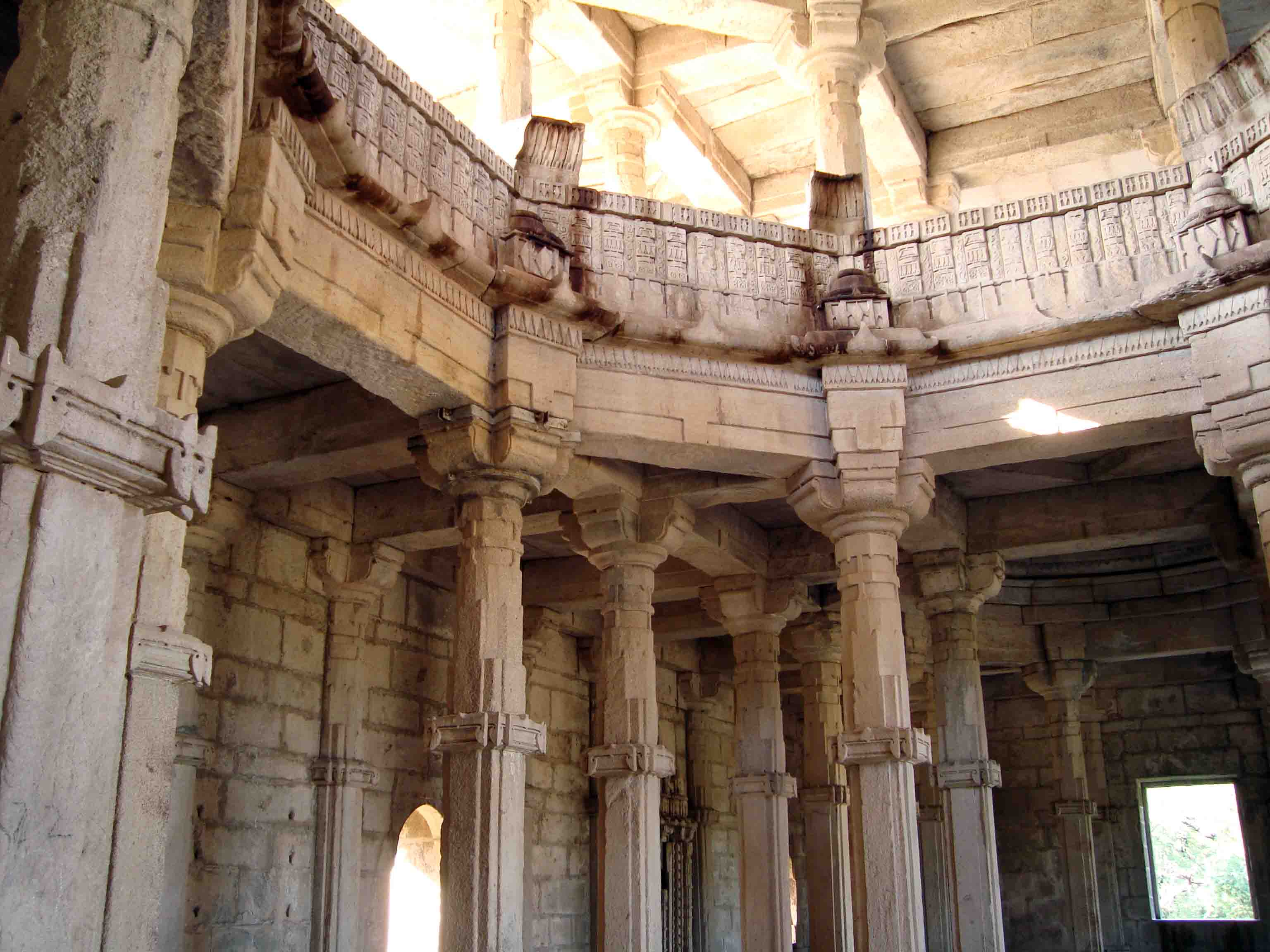
Vista interior de la Mezquita Nagina, Champaner.

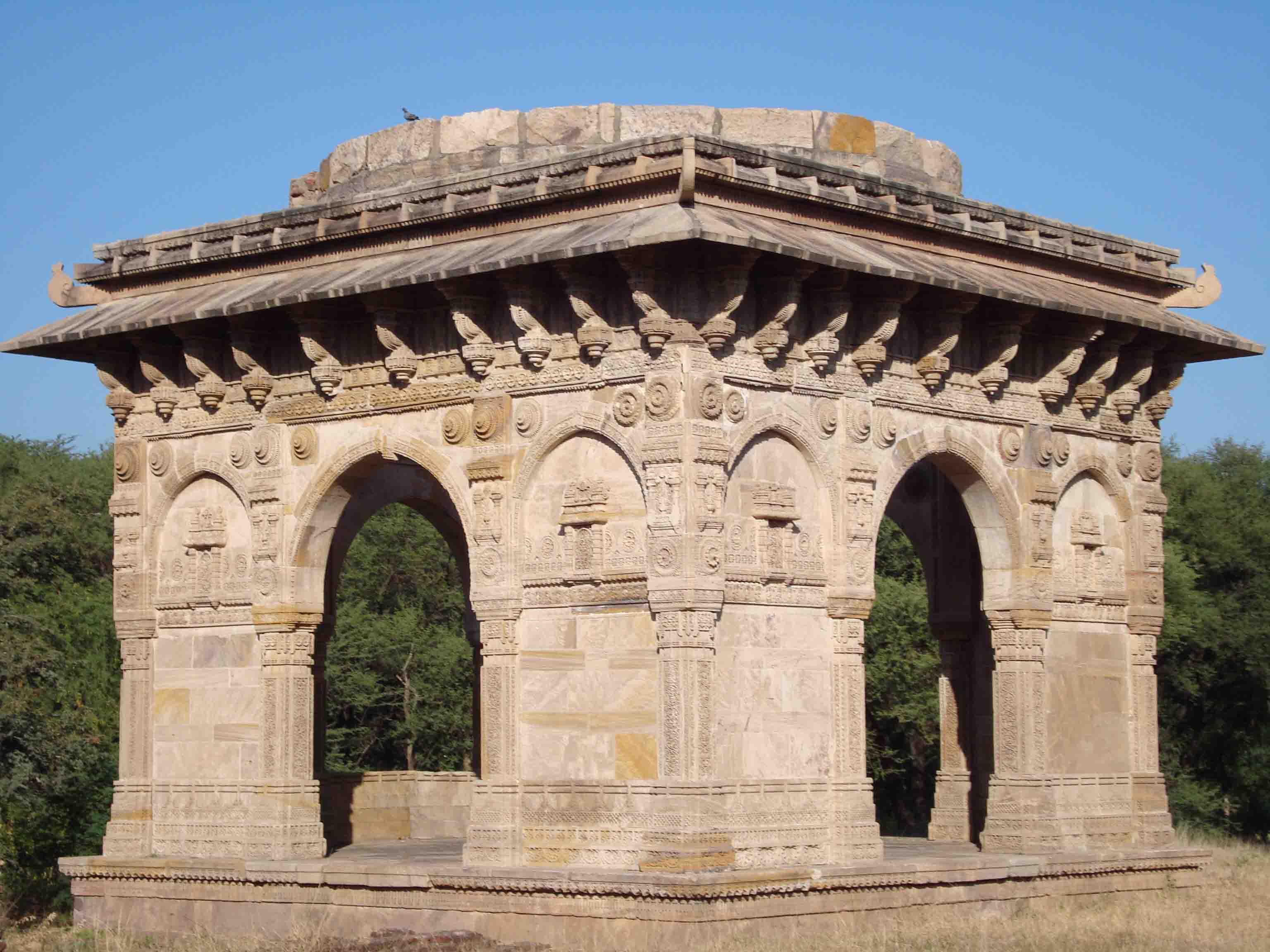
Cenotafio de la Mezquita Nagina.

## Arquitectura
La mezquita es un monumento de gran tamaño construido sobre un alto pedestal con una gran plaza abierta en frente. Está conformada por piedra de color blanco puro. La entrada principal está marcada por alminares, con escultura intricada y elegante; como otras mezquitas masjid, por ejemplo la Mezquita Kevada, tiene ornamentos florales en sus nichos. Tres cúpulas grandes se levantan sobre la sala de oración principal, con columnas decorativas y ventanas en la parte baja. También cuenta con una serie de hermosas ménsulas salientes y una cornisa saliente, y está decorada con motivos geométricos por dentro y por fuera a nivel de la plataforma. La sala de oración principal tiene una altura de dos pisos y cuenta con un balcón.

## Terreno
Dentro del recinto de la mezquita se encuentran algunas estructuras de ladrillo y baoris. Un elegante mausoleo con cúpula está situada en frente de la mezquita al noreste. El cenotafio tiene aberturas en las cuatro direcciones; su cara anterior, sus columnas, y sus nichos están esculpidos con formas florales y geométricas. La cúpula central del cenotafio ha desaparecido.

## Restauración
Las primeras obras de restauración se llevaron a cabo en los años 1890. Los pilares de las mezquitas Nagina y Lila Gumbaj Ki estaban sujetos a deterioro por viento y humedad (deterioro biológico) y la piedra estaba "pulverizada". Se evitó que siguieran pulverizándose con una aplicación rociada de OH-100 (silicato etílico) además de que algunas áreas deterioradas se rellenaron con polvo de piedra mezclado con OH-100. Otras medidas aplicadas incluyeron la remoción de sales insolubles por medio de una solución de 2% de hexametafosfato de sodio, de sales ferrosas con una solución de 2% de EDTA, y de excrementos de murciélago con una solución de amoníaco líquido y detergente no iónico seguida por un segundo tratamiento con una mezcla de carbonato de amonio y bicarbonato de amonio, con EDTA como aditivo. Las acumulaciones de microvegetación se removieron  con cepillos suaves de nailon rociados con una solución acuosa de un 3% de amoníaco y 1% de detergente no iónica, que luego fue removida lavando la estructura con una gran cantidad de agua.

## Mezquitas vecinas
Hay varias mezquitas más dentro del Parque Arqueológico de Champaner-Pavagadh, incluyendo las mezquitas Bawaman, Jama, Kevada, y Lila Gumbaj Ki.
- Portal:India. Contenido relacionado con Islam.